# Acropteris moluccana
Acropteris moluccana är en fjärilsart som beskrevs av Louis Beethoven Prout. Acropteris moluccana ingår i släktet Acropteris och familjen Uraniidae. Inga underarter finns listade i Catalogue of Life.